# Кулду
Кулду (кирг. Кулду) — село в Кадамжайском районе Баткенской области Кыргызстана. Входит в состав айылного аймака Орозбеков.

## География
Село расположено в восточной части области, к западу от реки Шахимардан, на расстоянии приблизительно 7 километров (по прямой) к юго-западу от города Кадамжай, административного центра района. Абсолютная высота — 1387 метров над уровнем моря.

## Население
Согласно оценочным данным Национального статистического комитета Кыргызской Республики, численность населения села на начало 2023 года составляла 5376 человек.
| год     | 2009 | 2014 | 2015 | 2020 | 2021 | 2023 |
| ------- | ---- | ---- | ---- | ---- | ---- | ---- |
| человек | 5447 | 6715 | 6328 | 5238 | 5299 | 5376 |